# Nycteus wollastoni
Nycteus wollastoni is een keversoort uit de familie buitelkevers (Eucinetidae). De wetenschappelijke naam van de soort werd in 1999 gepubliceerd door Stanislav Vit.